# Dichocrocis galmeralis
Dichocrocis galmeralis is een vlinder van de familie van de grasmotten (Crambidae), uit de onderfamilie van de Spilomelinae. De wetenschappelijke naam van deze soort is voor het eerst voorgesteld door William Schaus in een publicatie uit 1927.
De soort komt voor in de Filipijnen (Luzon).